# Фэрфакс (тауншип, Миннесота)
Фэрфакс (англ. Fairfax) — тауншип в округе Полк, Миннесота, США. На 2000 год его население составило 213 человек.

## География
По данным Бюро переписи населения США площадь тауншипа составляет 93,2 км², из которых 93,2 км² занимает суша, водоёмов нет.

## Демография
По данным переписи населения 2000 года здесь находились 213 человек, 74 домохозяйства и 54 семьи.  Плотность населения —  2,3 чел./км².  На территории тауншипа расположено 77 построек со средней плотностью 0,8 построек на один квадратный километр. Расовый состав населения: 98,12 % белых, 0,47 % коренных американцев, 0,94 % — других рас США и 0,47 % приходится на две или более других рас. Испанцы или латиноамериканцы любой расы составляли 0,94 % от популяции тауншипа.
Из 74 домохозяйств в 37,8 % воспитывались дети до 18 лет, в 62,2 % проживали супружеские пары, в 6,8 % проживали незамужние женщины и в 25,7 % домохозяйств проживали несемейные люди. 21,6 % домохозяйств состояли из одного человека, при том 5,4 % из — одиноких пожилых людей старше 65 лет. Средний размер домохозяйства — 2,66, а семьи — 3,09 человека.
26,3 % населения — младше 18 лет, 3,8 % — в возрасте от 18 до 24 лет, 31,0 % — от 25 до 44, 18,3 % — от 45 до 64, и 20,7 % — старше 65 лет. Средний возраст — 40 лет. На каждые 100 женщин приходилось 95,4 мужчин.  На каждые 100 женщин старше 18 приходилось 89,2 мужчин.
Средний годовой доход домохозяйства составлял 43 214 долларов, а средний годовой доход семьи —  44 250 долларов. Средний доход мужчин —  30 357  долларов, в то время как у женщин — 26 875. Доход на душу населения составил 15 402 доллара. За чертой бедности находились 14,5 % семей и 22,2 % всего населения тауншипа, из которых 29,3 % младше 18 и 21,6 % старше 65 лет.